# Chicago Film Critics Association Award per la miglior fotografia
Il Chicago Film Critics Association Award per la migliore fotografia (CFCA for Best Cinematography) è una categoria di premi assegnata dalla Chicago Film Critics Association, per la migliore fotografia dell'anno.
Introdotta nella cerimonia del 1990, essa è stata consegnata da quell'anno in poi, ad esclusione del 1994.

## Vincitori e candidati
I vincitori sono indicati in grassetto, con a seguire gli eventuali altri candidati in ordine alfabetico.

### Anni 1990
- 1990
  - Dean Semler - Balla coi lupi (Dances with Wolves)
  - Michael Ballhaus - Quei bravi ragazzi (Goodfellas)
  - Gordon Willis - Il padrino - Parte III (The Godfather Part III)
- 1991
  - Roger Deakins - Barton Fink - È successo a Hollywood (Barton Flink)
- 1992
  - Michael Ballhaus - Dracula di Bram Stoker (Bram Stoker's Dracula)
- 1993
  - Janusz Kamiński - Schindler's List - La lista di Schindler (Schindler's List)
- 1994
  - Stefan Czapsky - Ed Wood
- 1995
  - Darius Khondji - Seven (Se7en)
  - Dean Cundey - Apollo 13
  - Matthew F. Leonetti - Strange Days
  - Emmanuel Lubezki - Il profumo del mosto selvatico (A Walk in the Clouds)
  - Dante Spinotti - Heat - La sfida (Heat)
  - Haskell Wexler - Il segreto dell'isola di Roan (The Secret of Roan Inish)
- 1996
  - John Seale - Il paziente inglese (The English Patient)
  - Roger Deakins - Fargo
  - Darius Khondji - Evita
  - Chris Menges - Michael Collins
  - Robby Müller - Dead Man
- 1997
  - Russell Carpenter - Titanic
  - Roger Deakins - Kundun
  - Frederick Elmes - Tempesta di ghiaccio (The Ice Storm)
  - Dante Spinotti - L.A. Confidential
  - Sacha Vierny - I racconti del cuscino (The Pillow Book)
- 1998
  - John Toll - La sottile linea rossa (The Thin Red Line)
  - Remi Adefarasin - Elizabeth
  - Tak Fujimoto - Beloved
  - Janusz Kamiński - Salvate il soldato Ryan (Saving Private Ryan)
  - Robert Richardson - L'uomo che sussurrava ai cavalli (The Horse Whisperer)
- 1999
  - Robert Richardson - La neve cade sui cedri (Snow Falling on Cedars)
  - Conrad L. Hall - American Beauty
  - Emmanuel Lubezki - Il mistero di Sleepy Hollow (Sleepy Hollow)
  - John Seale - Il talento di Mr. Ripley (The Talented Mr. Ripley)
  - Larry Smith e Stanley Kubrick - Eyes Wide Shut

### Anni 2000
- 2000
  - Peter Pau - La tigre e il dragone (Wòhǔ Cánglóng)
  - Don Burgess - Cast Away
  - Roger Deakins - Fratello, dove sei? (O Brother, Where Art Thou?)
  - John Mathieson - Il gladiatore (Gladiator)
  - Steven Soderbergh - Traffic
- 2001
  - Andrew Lesnie - Il Signore degli Anelli - La Compagnia dell'Anello (The Lord of the Rings: The Fellowship of the Ring)
  - Roger Deakins - L'uomo che non c'era (The Man Who Wasn't There)
  - Peter Deming - Mulholland Drive (Mulholland Dr.)
  - Christopher Doyle e Mark Lee Ping Bin - In the Mood for Love (Huāyàng niánhuá)
  - Janusz Kamiński - A.I. - Intelligenza artificiale (Artificial Intelligence: A.I.)
  - Donald McAlpine - Moulin Rouge!
- 2002
  - Edward Lachman - Lontano dal Paradiso (Far from Heaven)
  - Michael Ballhaus - Gangs of New York
  - Conrad L. Hall - Era mio padre (Road to Perdition)
  - Janusz Kamiński - Minority Report
  - Andrew Lesnie - Il Signore degli Anelli - Le due torri (The Lord of the Rings: The Two Towers)
- 2003
  - Lance Acord - Lost in Translation - L'amore tradotto (Lost in Translation)
  - Olli Barbé, Michel Benjamin, Sylvie Carcedo-Dreujou, Laurent Charbonnier, Luc Drion, Laurent Fleutot, Philippe Garguil, Dominique Gentil, Bernard Lutic, Thierry Machado, Stéphane Martin, Fabrice Moindrot, Ernst Sasse, Michel Terrasse e Thierry Thomas - Il popolo migratore (Le Peuple migrateur)
  - Russell Boyd - Master and Commander - Sfida ai confini del mare (Master and Commander: The Far Side of the World)
  - Andrew Lesnie - Il Signore degli Anelli - Il ritorno del re (The Lord of the Rings: The Return of the King)
  - John Seale - Ritorno a Cold Mountain (Cold Mountain)
  - Eduardo Serra - La ragazza con l'orecchino di perla (Girl with a Pearl Earring)
- 2004
  - Christopher Doyle - Hero (Yīngxióng)
  - Robert Richardson - The Aviator (The Aviator)
- 2005
  - Rodrigo Prieto - I segreti di Brokeback Mountain (Brokeback Mountain)
  - Robert Elswit - Good Night, and Good Luck.
  - Janusz Kamiński - Munich
  - Andrew Lesnie - King Kong
  - Emmanuel Lubezki - The New World - Il nuovo mondo (The New World)
  - Roman Osin - Orgoglio e pregiudizio (Pride & Prejudice)
- 2006
  - Emmanuel Lubezki - I figli degli uomini (Children of Men)
  - Michael Ballhaus - The Departed - Il bene e il male (The Departed)
  - Matthew Libatique - The Fountain - L'albero della vita (The Fountain)
  - Rodrigo Prieto - Babel
  - Tom Stern - Lettere da Iwo Jima (Letters from Iwo Jima)
- 2007
  - Roger Deakins - L'assassinio di Jesse James per mano del codardo Robert Ford (The Assassination of Jesse James by the Coward Robert Ford)
  - Roger Deakins - Non è un paese per vecchi (No Country for Old Men)
  - Robert Elswit - Il petroliere (There Will Be Blood)
  - Janusz Kamiński - Lo scafandro e la farfalla (Le Scaphandre et le Papillon)
  - Seamus McGarvey - Espiazione (Atonement)
- 2008
  - Wally Pfister - Il cavaliere oscuro (The Dark Knight)
  - Anthony Dod Mantle - The Millionaire (Slumdog Millionaire)
  - Claudio Miranda - Il curioso caso di Benjamin Button (The Curious Case of Benjamin Button)
  - Mandy Walker - Australia
  - Colin Watkinson - The Fall
- 2009
  - Barry Ackroyd - The Hurt Locker
  - Lance Acord - Nel paese delle creature selvagge (Where the Wild Things Are)
  - Mauro Fiore - Avatar
  - Greig Fraser - Bright Star
  - Robert Richardson - Bastardi senza gloria (Inglorious Basterds)

### Anni 2010
- 2010
  - Wally Pfister - Inception
  - Roger Deakins - Il Grinta (True Grit)
  - Jeff Cronenweth - The Social Network
  - Matthew Libatique - Il cigno nero (Black Swan)
  - Robert Richardson - Shutter Island
- 2011
  - Emmanuel Lubezki - The Tree of Life
  - Manuel Alberto Claro - Melancholia
  - Janusz Kamiński - War Horse
  - Robert Richardson - Hugo Cabret (Hugo)
  - Newton Thomas Sigel - Drive
- 2012
  - Mihai Mălaimare Jr. - The Master
  - Roger Deakins - Skyfall
  - Greig Fraser - Zero Dark Thirty
  - Janusz Kamiński - Lincoln
  - Claudio Miranda - Vita di Pi (Life of Pi)
- 2013
  - Emmanuel Lubezki - Gravity
  - Sean Bobbitt - 12 anni schiavo (12 Years a Slave)
  - Roger Deakins - Prisoners
  - Bruno Delbonnel - A proposito di Davis (Inside Llewyn Davis)
  - Hoyte van Hoytema - Lei (Her)
- 2014
  - Emmanuel Lubezki - Birdman
  - Robert Yeoman - Grand Budapest Hotel (The Grand Budapest Hotel)
  - Robert Elswit - Vizio di forma (Inherent Vice)
  - Ryszard Lenczewski e Łukasz Żal - Ida
  - Hoyte van Hoytema - Interstellar
- 2015
  - John Seale - Mad Max: Fury Road
  - Roger Deakins - Sicario
  - Ed Lachman - Carol
  - Emmanuel Lubezki - Revenant - Redivivo (The Revenant)
  - Robert Richardson - The Hateful Eight
- 2016
  - Linus Sandgren - La La Land
  - Chung Chung-hoon - Mademoiselle (Agassi)
  - Stéphane Fontaine - Jackie
  - James Laxton - Moonlight
  - Rodrigo Prieto - Silence
- 2017
  - Roger Deakins - Blade Runner 2049
  - Dan Laustsen - La forma dell'acqua - The Shape of Water (The Shape of Water)
  - Rachel Morrison - Mudbound
  - Hoyte van Hoytema - Dunkirk
  - Alexis Zabe - Un sogno chiamato Florida (The Florida Project)
- 2018
  - Alfonso Cuarón - Roma
  - James Laxton - Se la strada potesse parlare (If Beale Street Could Talk)
  - Robbie Ryan - La favorita (The Favourite)
  - Linus Sandgren - First Man - Il primo uomo (First Man)
  - Łukasz Żal - Cold War (Zimna wojna)
- 2019
  - Roger Deakins - 1917
  - Jarin Blaschke - The Lighthouse
  - Hong Gyeong-pyo - Parasite (Gisaengchung)
  - Claire Mathon - Ritratto della giovane in fiamme (Portrait de la jeune fille en feu)
  - Robert Richardson - C'era una volta a... Hollywood (Once Upon a Time... in Hollywood)

### Anni 2020
- 2020[1][2]
  - Joshua James Richards - Nomadland
  - Christopher Blauvelt - First Cow
  - Shabier Kirchner - Lovers Rock
  - Miguel Ioann Littín-Menz - L'immensità della notte (The Vast of the Night)
  - Erik Messerschmidt - Mank
- 2021[3][4]
  - Ari Wegner - Il potere del cane (The Power of the Dog)
  - Greig Fraser - Dune
  - Andrew Droz Palermo - Sir Gawain e il Cavaliere Verde (The Green Knight)
  - Bruno Delbonnel - The Tragedy of Macbeth
  - Janusz Kamiński - West Side Story
- 2022[5][6]
  - Kim Ji-yong - Decision to Leave (헤어질 결심)
  - Linus Sandgren - Babylon
  - Darius Khondji - Bardo, la cronaca falsa di alcune verità (Bardo, falsa crónica de unas cuantas verdades)
  - Larkin Seiple - Everything Everywhere All at Once
  - Claudio Miranda - Top Gun: Maverick
- 2023[7][8]
  - Hoyte van Hoytema - Oppenheimer
  - Robert Yeoman - Asteroid City
  - Rodrigo Prieto - Killers of the Flower Moon
  - Robbie Ryan - Povere creature! (Poor Things)
  - Łukasz Żal - La zona d'interesse (The Zone of Interest)
- 2024[9]
  - Jomo Fray – Nickel Boys
  - Jarin Blaschke – Nosferatu
  - Lol Crawley – The Brutalist
  - Greig Fraser – Dune - Parte due (Dune: Part Two)
  - Sayomphu Mukdiphrom – Challengers